# Титово-Матыка
Титово-Матыка — деревня в Урицком районе Орловской области России.
Входит в состав Котовского сельского поселения.

## География
Расположена на правом берегу реки Орлик и на левом берегу реки Орлица, западнее административного центра поселения — посёлка Заречный, граничит с посёлком Пробуждение, деревнями Ванино и Титово. Просёлочная дорога соединяет Титово-Матыку с автотрассой Р-120.
В деревне имеется одна улица — Титово-Матыка.

## История
На северо-восточной окраине деревни, на мысу при слиянии рек Орлик и Орлица имеются остатки городища ХI-XIII веков: площадка округлая в плане, диаметром 52-54 метра, по периметру — кольцевой вал высотой до четырёх метров и ров глубиной от одного до полутора метров. Культурный слой 0,2-1 метра. Обнаружены: керамика гончарная древнерусская, иногда с клеймами на днищах, железные наконечники стрел, овальные и калачевидные кресала, ключи, стеклянные браслеты, шиферные пряслица и тому подобное. Выявлены каменная вымостка внутреннего склона вала, открытый очаг, более двадцати погребений с западной ориентировкой, без сопровождающих вещей.

## Население
| 2010 |
| ---- |
| 58   |